# 福岡市立北崎小学校西浦分校
福岡立北崎小学校西浦分校（ふくおかしりつ きたざきしょうがっこう にしのうらぶんこう）は、かつて福岡県福岡市西区大字西浦にあった公立小学校。福岡市立北崎小学校の分校であった。

## 概要
福岡市内に最後まで残った小学校分校である。大字西浦在住の1・2年生のみが通学し、3年生以上は本校に通学していた。平成21年度末をもって廃止、本校に統合された。

## 経緯
- 1967年（昭和46年）：移転開校
- 2010年（平成22年）3月31日：閉校
- 2010年（平成22年）4月1日：北崎本校と統合
- 2017年度末（平成29年度末）：校舎の解体

## 跡地利用
現在（2022年6月現在）、跡地利用は未定である。
なお、福岡市により跡地等の土地利用について、公募が実施されたが、その経緯は次のとおり。
- 2019年（令和元年）10月7日：公募要綱等の公表
- 2019年（令和元年）11月1日：公募要綱等の修正及び質問に対する回答の公表
- 2019年（令和元年）12月23日：公募手続きの中止についての公表（提案書の提出まで至らなかったための中止）